# かごしまDO!
『かごしまDO!』（かごしまドゥー）は、2025年4月5日から鹿児島テレビ放送で土曜午前に放送している情報番組である。

## 概要
2024年12月まで放送されていた『かごnew』に代わり放送開始予定のローカル情報番組。
土曜午前にローカル情報番組を編成するのは2005年3月まで放送していた「KTSどっとnews」以来20年ぶりとなる。

## 放送時間
- 10:25 - 11:15（土曜）

## 出演者
- 坪内一樹
- 川路あかり